# William Richardson (martyr)
Pour les articles homonymes, voir Richardson.
William Richardson (alias Anderson), né en 1572 à West Riding soit le West Riding of Yorkshire, ou bien à Sheffield ou encore dans le Lancashire en Angleterre selon les sources, et mort le 27 février 1603 à Tyburn, Londres en Angleterre, est un prêtre catholique anglais accusé de trahison et exécuté sous le règne d' Élisabeth Ire.

## Biographie
Né dans une famille probablement restée fidèle à l'Église catholique devenue souterraine, il décide de se rendre sur le continent pour étudier la théologie catholique et devenir prêtre. Il est dans un premier temps inscrit au collège anglais de Valladolid puis poursuit ses études dans celui de Séville. 
Ordonné prêtre en 1594 il retourne en Angleterre sous le pseudonyme d'Anderson et commence son ministère dans la discrétion jusqu'à son arrestation en 1603, trahi semble-t-il par un ami. Il est détenu à la prison de Newgate. Accusé d'être un conspirateur contre la couronne il est condamné immédiatement à mort. Il est finalement exécuté à Tyburn une semaine à peine après son arrestation subissant le supplice réservé aux traîtres à savoir pendaison, éviscération et écartèlement.
Il est le dernier martyr à survenir sous le règne de la reine Élisabeth Ire, qui devait mourir elle-même dans le mois suivant.

## Vénération
Reconnu comme un martyr catholique, William Richardson fut béatifié en 1929 par le pape Pie XI en même temps que 106 autres martyrs anglais. Il est vénéré par l'Église catholique le 27 février.